# Папуров, Антон Иванович
Антон Иванович Папуров (29 ноября 1906 года, Твардица, Бессарабия, Российская Империя — 25 сентября 1979 года, Твардица, Молдавская ССР, СССР) — председатель колхоза, Герой Социалистического Труда (1957).

## Биография
Родился в селе Твардица в Бессарабии, Румыния. С детских лет работал батраком. В 1940 году, после присоединения Правобережья Молдавии к СССР, был избран председателем Твардицкого сельсовета (Чадыр-Лунгский район).
В 1946 году организовал в своём родном селе колхоз имени Ленина и стал его председателем.
Превратил колхоз в многоотраслевое высокомеханизированное экономически крепкое предприятие.
С 1967 года на пенсии. Умер 25 сентября 1979 года в Твардице.

## Награды
Герой Социалистического Труда (1957). Награждён двумя орденами Ленина, орденом Трудового Красного Знамени, медалями.